# Rosy Wertheim

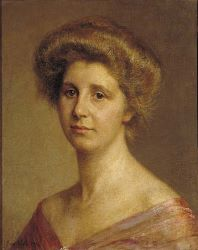
Rosy Wertheim, gemalt 1912 von Jan Veth (Jüdisches Museum Amsterdam)

Rosalie Marie Wertheim, zumeist Rosy Wertheim genannt, (19. Februar 1888 in Amsterdam – 27. Mai 1949 in Laren) war eine niederländische Komponistin, Pianistin und Musikpädagogin.

## Leben
Wertheim war die Tochter von Johann Gustaaf Wertheim und Adriana Roza Wertheim geb. Enthoven. Ihr Vater und ihr Großvater Abraham Carel Wertheim waren angesehene Bankiers in Amsterdam. Sie besuchte ein französisches Internat in Neuilly, wo sie auch Klavierunterricht erhielt. Sie absolvierte das Conservatorium van Amsterdam, wo sie bei Ulfert Schults Klavier sowie bei Sem Dresden und Bernard Zweers Harmonielehre und Kontrapunkt studierte. 1921 absolvierte sie das Staatsexamen im Klavierspiel bei der Koninklijke Nederlandse Toonkunstenaars Vereniging, der Königlich-Niederländischen Tonkünstlervereinigung.
Von 1921 bis 1929 unterrichtete sie am Conservatorium van Amsterdam, komponierte Lieder und Chorwerke, leitete Frauen- und Kinderchöre. Darunter war auch der Kinderchor Eilandkinderen (Inselkinder), bestehend aus jüdischen Kindern der ärmeren Viertel von Amsterdam. 1929 ging Wertheim für sechs Monate nach Paris, blieb aber sechs Jahre dort. Neben ihrer kompositorischen Arbeit berichtete sie für die Amsterdamer Tageszeitung Het Volk über das Pariser Musikleben und studierte bei dem Komponisten Louis Aubert Komposition und Instrumentierung. Ihre Wohnung wurde zu einem Treffpunkt zahlreicher Künstler, darunter auch die Komponistenkollegen Honegger, Ibert, Messiaen und Milhaud. Eine besonders enge Freundschaft entwickelte sich zu der französischen Komponistin Elsa Barraine. Wertheims Werke aus dieser Periode, durchweg im neoklassizistischen Stil, zeichnen sich durch Leichtigkeit und spielerische Attitude aus; harmonisch lehnte sie sich an die französischen Impressionisten an.
1935 ging sie für ein Jahr nach Wien, um bei Karl Weigl Kontrapunkt zu studieren. Anfang Mai 1935 trat sie im Ehrbar-Saal mit einem Divertimento auf, und „ihre draufgängerische, musikantische Begabung fand recht lebhaften Beifall“.
Im Folgejahr reiste sie nach New York, um zu unterrichten und Aufführungen eigener Werke vorzubereiten. Im Rahmen eines Konzerts des Composers’ Forum Laboratory wurden sowohl ihr Streichquartett aus dem Jahr 1931 und das Divertimento für Kammerorchester als auch eine Reihe von Klavierwerken aufgeführt.
1937 kehrte sie in ihre Heimatstadt Amsterdam zurück. 1940 spielte das Residentie Orkest ihr Klavierkonzert, es dirigierte Willem van Otterloo. Nach dem Überfall Deutschlands auf die Niederlande veranstaltete sie Geheimkonzerte in ihren Kellerräumlichkeiten, überwiegend mit verbotenen Werken jüdischer Komponisten. Zu Beginn der deutschen Besetzung engagierte sie sich noch selbst im Widerstand und versteckte verfolgte Menschen in ihrem Keller. Ab Juni 1942 musste sich Wertheim aufgrund ihrer jüdischen Herkunft selbst an wechselnden Orten verstecken, zumeist in Het Gooi und Amstelveen. Mehrfach setzte sie sich selbst und die Familien, die sie versteckten, durch gedankenlose Ausflüge großer Gefahr aus. Dennoch überlebte sie das NS-Regime, während der Großteil ihrer Familie von den Nationalsozialisten verschleppt und ermordet wurde. Nach dem Ende der NS-Okkupation unterrichtete sie an einer Musikschule in Laren, erkrankte jedoch bald schwer. In den letzten Jahren ihres Lebens war sie ans Bett gefesselt.
Nach ihrem Tod schrieb Max Vredenburg im Nieuw Israëlietisch Weekblad (Neuen Israelitischen Wochenblatt), dass ihr Werk in den Niederlanden immer noch vernachlässigt werde. Rosy Wertheim schrieb über neunzig Musikstücke, die meisten davon sind undatiert.

## Charakteristik ihrer Kompositionen
Die Flötistin Eleonore Pameijer beschreibt den Stil der Komponistin wie folgt: „Rosy Wertheim schrieb besonders lyrische Musik. Sie war mit einem sehr vielschichtigen Gefühl für Harmonie begabt. Anfänglich konzentrierte sie sich auf die Spätromantik, einige Zeit lang flirtete sie mit der Oktatonik, die in den Niederlanden in den 1920er Jahren sehr beliebt war (zu hören u. a. in den Kompositionen von Sem Dresden und Leo Smit). Ihr Aufenthalt in Frankreich hatte wesentlichen Einfluss auf ihr späteres Schaffen. […] Ihre Kompositionen sind nie einfach oder unkompliziert; sie schreibt vielschichtige Musik, sucht die Tiefe und die Höhen in einer Art und Weise, die ein wenig an Brahms erinnert. Es sind nicht kleine Gesten, sondern große. Selbst in ihren einfachsten Liedern zeigt Rosy Wertheim stets komplexe Schichtungen.“

## Zitat
„Während des Krieges fanden in diesem Land noch Aufführungen meiner Kompositionen statt, bei denen ich natürlich nicht anwesend sein konnte, auch in Amerika wurde ich gespielt. Die Deutschen haben meinen ganzen Besitz und alle meine Bücher geraubt – aber nun sind sie weg und ich versuche von meinem Leben in Ordnung zu bringen, was davon noch übrig geblieben ist.“

## Werke (Auswahl)
| - Cello-Sonate, um 1921 - Zwei Lieder, 1922: - I. Er rauscht und rauscht - II. Die Insel der Vergessenheit - Sonatine für Cello und Klavier, 1930 Allegro appassionato, Intermezzo, Finale - Sonate für Klavier und Violine, 1931 Allegro con brio, Andante non troppo lento, Allegro con moto - Streichquartett, 1931 Allegro con moto, Intermezzo, Allegro energico - Vier Lieder nach niederländischen Gedichten, 1933 - I. Scherzo (Text: Anthonie Donker) - II. Het Narrenschip (Text: Roel Houwink) - III. Zang van Salome (Text: Ada Gerlow) - IV. noch nicht eruiert - Trois Morceaux für Flöte und Piano, 1939 Cortège des Marionetten, Pastorale, Capriccio - Trois Chansons für Sopran, Flöte und Harfe, 1939: - I. La Danse des Dieux - II. Les Deux Flutes - III. Sur les Bords du Jo-Jeh |  | Ohne Datierung - Concerto für Pianoforte und Orchester - Divertimento für Kammerorchester - Six Morceaux für Soloklavier - Three Preludes for 'Lancelot' Andante, Andante quasi andantino, Allegro molto ma non agitato Quelle für das Werkverzeichnis: |